# Distretto di Bialystok-Grodno
Il Distretto di Bialystok-Grodno (in tedesco Verwaltungbezirk Bialystok-Grodno) è stata un'unita amministrativa tedesca creata all'interno dell'amministrazione militare Ober Ost durante la prima guerra mondiale.